# Cupidesthes irumu
Cupidesthes irumu är en fjärilsart som beskrevs av Henry Stempffer 1948. Cupidesthes irumu ingår i släktet Cupidesthes och familjen juvelvingar. Inga underarter finns listade i Catalogue of Life.